# Yasmine Bleeth
Yasmine Amanda Bleeth (New York, New York, VS, 14 juni 1968) is een Amerikaans actrice.
Ze is vooral bekend van haar rol in Baywatch waar ze drie  seizoenen de rol van Caroline Holden vertolkte. Ze werkte onder andere samen met David Hasselhoff, David Chokachi, Alexandra Paul en Pamela Anderson.
Ook was ze te zien als Caitlin Cross in Nash Bridges en als Heather Lane Williams in Titans.
Sinds 25 augustus 2002 is ze getrouwd met Paul Cerrito.

## Filmografie
- Hey Babe! (1980) - Theresa O'Brian
- Ryan's Hope Televisieserie - Ryan Fenelli Hyde (10 afl., 1985-1989)
- One Life to Live Televisieserie - LeeAnn Demerest Buchanan (Afl. onbekend, 1991-1993)
- Herman's Head Televisieserie - Linda (Afl., An Actor Prepares, 1993)
- The Force (1994) - Coral Wilson
- Baywatch: Forbidden Paradise (Video, 1995) - Caroline Holden
- Maximum Surge (Computerspel, 1996) - Jo
- Baywatch Nights Televisieserie - Caroline Holden (Afl., The Curator, 1996)
- A Face to Die For (Televisiefilm, 1996) - Emily Gilmore
- Talk to Me (Televisiefilm, 1996) - Diane Shepherd
- The Naked Truth Televisieserie - Natalie (Afl., The Dating Game, 1997)
- Crowned and Dangerous (Televisiefilm, 1997) - Danielle Stevens
- Baywatch Televisieserie - Caroline Holden (57 afl., 1993-1997)
- The Lake (Televisiefilm, 1998) - Jackie Ivers
- Veronica's Closet Televisieserie - Katerena (Afl., Veronica's a Drag, 1998)
- BASEketball (1998) - Jenna Reed
- Ultimate Deception (Televisiefilm, 1999) - Terry Cuff
- Heaven or Vegas (1999) - Rachel
- Coming Soon (1999) - Mimi
- It Came from the Sky (Televisiefilm, 1999) - Pepper Upper
- Undercover Angel (1999) - Holly Anderson
- Road Rage (Televisiefilm, 1999) - Ellen Carson
- Goodbye, Casanova (2000) - Lavinia
- Hidden War (Televisiefilm, 2000) - Alexia Forman
- V.I.P. Televisieserie - Kristen Grayson (Afl., Miss Con-Jeannie-Ality, 2000)
- Nash Bridges Televisieserie - Caitlin Cross (23 afl., 1998-2000)
- Titans Televisieserie - Heather Lane Williams (13 afl., 2000-2001)
- Baywatch: Hawaiian Wedding (Televisiefilm, 2003) - Caroline Holden
- Game Over (Televisiefilm, 2003) - Jo

- Bibliothèque nationale de France: cb141566408 (data)
- Gemeinsame Normdatei: 143770179
- International Standard Name Identifier: 0000 0001 1727 4479
- Library of Congress Control Number: no2008136620
- Nederlandse Thesaurus van Auteursnamen: 212857932
- Virtual International Authority File: 166978651
- WorldCat: E39PBJgXbpVd4fQdr8wfvhRkDq